# Danny Miller (attore)
Daniel Benedict Miller, detto Danny (Stockport, 2 gennaio 1991), è un attore britannico.
È noto per aver interpretato il ruolo di Aaron Dingle nella soap opera della ITV Valle di luna (Emmerdale), per il quale ha vinto il British Soap Award come miglior attore nel 2011, 2012 e 2016. Ha vinto la ventunesima edizione del programma televisivo I'm a Celebrity...Get Me Out of Here!

## Carriera
Nel 2007, all'età di 16 anni, Miller fece il suo debutto televisivo interpretando Kyle Brown nella serie drammatica della BBC Grange Hill, recitando in 8 episodi. Nel 2008, Miller ha iniziato a interpretare il ruolo di Aaron Livesy nella soap opera della ITV Valle di luna. Nel 2011, annunciò che avrebbe lasciato Valle di luna e la sua ultima apparizione sarebbe stata nella primavera del 2012. Il 22 ottobre 2011, insieme alla sua famiglia, Miller è apparso nel quiz show della ITV All Star Family Fortunes. Da dicembre 2012 a gennaio 2013, ha interpretato il ruolo del Principe Azzurro nella produzione pantomima di Cenerentola al Grand Theatre di Blackpool. Successivamente nel 2013 è apparso nella serie drammatica della ITV Lightfields. Nell'aprile 2014 Miller ha interpretato William nella produzione della BBC di Jamaica Inn. Miller si è poi unito al cast di Scott & Bailey, alla fine del 2013, recitando nel ruolo di Rob Waddington, personaggio ricorrente della serie. È apparso nella serie fino al 2014.
Nell'aprile 2014, Miller accettò di tornare a Valle di luna e riprese il suo ruolo di Aaron Livesy più tardi quell'anno.  Le scene del suo ritorno sono andate in onda il 14 agosto 2014.
Nel novembre 2021, Miller è stato annunciato come concorrente della ventunesima stagione di I'm a Celebrity...Get Me Out of Here! Il 12 dicembre è stato annunciato il vincitore della serie.

## Vita privata
Nel 2011, Miller ha co-fondato l'ente di beneficenza Once Upon a Smile con Daniel Jillings in memoria dell'ex produttore di Valle di luna Gavin Blyth. Nel gennaio 2021, Miller si è fidanzato con la compagna Steph Jones. La coppia ha annunciato a maggio 2021 di aspettare il loro primo figlio. Dopo che gli è stato detto che era improbabile che potessero concepire naturalmente, Miller ha spiegato che stavano per iniziare il processo di fecondazione in vitro, quando hanno scoperto che Steph era incinta. La nascita del bambino è stata annunciata il 27 ottobre 2021.